# Yakıtlı, Gercüş
Yakıtlı là một xã thuộc huyện Gercüş, tỉnh Batman, Thổ Nhĩ Kỳ. Dân số thời điểm năm 2011 là 279 người.